# 라 프로메사
《조구 두플루》(스페인어: La promesa)는 2023년 방영된 스페인의 텔레노벨라이다.